# 马克卢斯 (纽约州)
马克卢斯（英語：Marcellus）是位于美国纽约州奥农多加县的一个镇，地处雪城西南部。2010年美国人口普查时，该镇有6210人。其名称可能是以古罗马将军马克卢斯的名字命名的。